# Alfonso Bonafede
Alfonso Bonafede (n. Mazara del Vallo, Sicilia, Italia, 2 de julio de 1976) es un político y abogado italiano.
Abogado de profesión, entró en política militando en el Movimiento 5 Estrellas.
Actualmente desde el 15 de marzo de 2013 es miembro de la Cámara de Diputados. Del 1 de junio de 2018 al 13 de febrero de 2021 fue el ministro de Justicia dentro del Gobierno Conte.

## Biografía
Nacido el día 2 de julio de 1976 en el municipio italiano de Mazara del Vallo, situado en la Región de Sicilia.
Estudió Derecho por la Universidad de Florencia y la Universidad de Pisa, en la cual en el año 2006 logró obtener un título de doctorado "Philosophiæ doctor" (PhD).
Tras años de trabajo como abogado, se inició en el mundo de la política de la mano de Beppe Grillo, que es cofundador y fue líder del partido, Movimiento 5 Estrellas (M5S). 
Como militante del Movimiento 5 Estrellas, en el 2009 se presentó como candidato a la Alcaldía de Florencia, obteniendo finalmente el 1.82% de los votos y pasando a ser miembro del consejo municipal.
Años más tarde, tras las Elecciones generales de Italia de 2013 fue elegido como miembro de la Cámara de Diputados en representación de su partido y por la circunscripción electoral de la Región de Toscana.
Fue reelegido en su escaño tras las Elecciones generales de Italia de 2018.
Durante el proceso de formación del gobierno después de las elecciones generales de 2018, su nombre sonó con fuerza como uno de los posibles candidatos a nuevo Presidente del Consejo de Ministros de Italia.
El día 1 de junio de 2018 fue nombrado Ministro de Justicia del Consejo de Ministro de Giuseppe Conte. Como Ministro de Justicia ha sucedido al político demócrata Andrea Orlando. Fue sustituido en febrero de 2021 por Marta Cartabia.